# Hoplocerambyx aramis
Hoplocerambyx aramis är en skalbaggsart som beskrevs av Thomson 1865. Hoplocerambyx aramis ingår i släktet Hoplocerambyx och familjen långhorningar. Inga underarter finns listade i Catalogue of Life.